# Druckluftauto

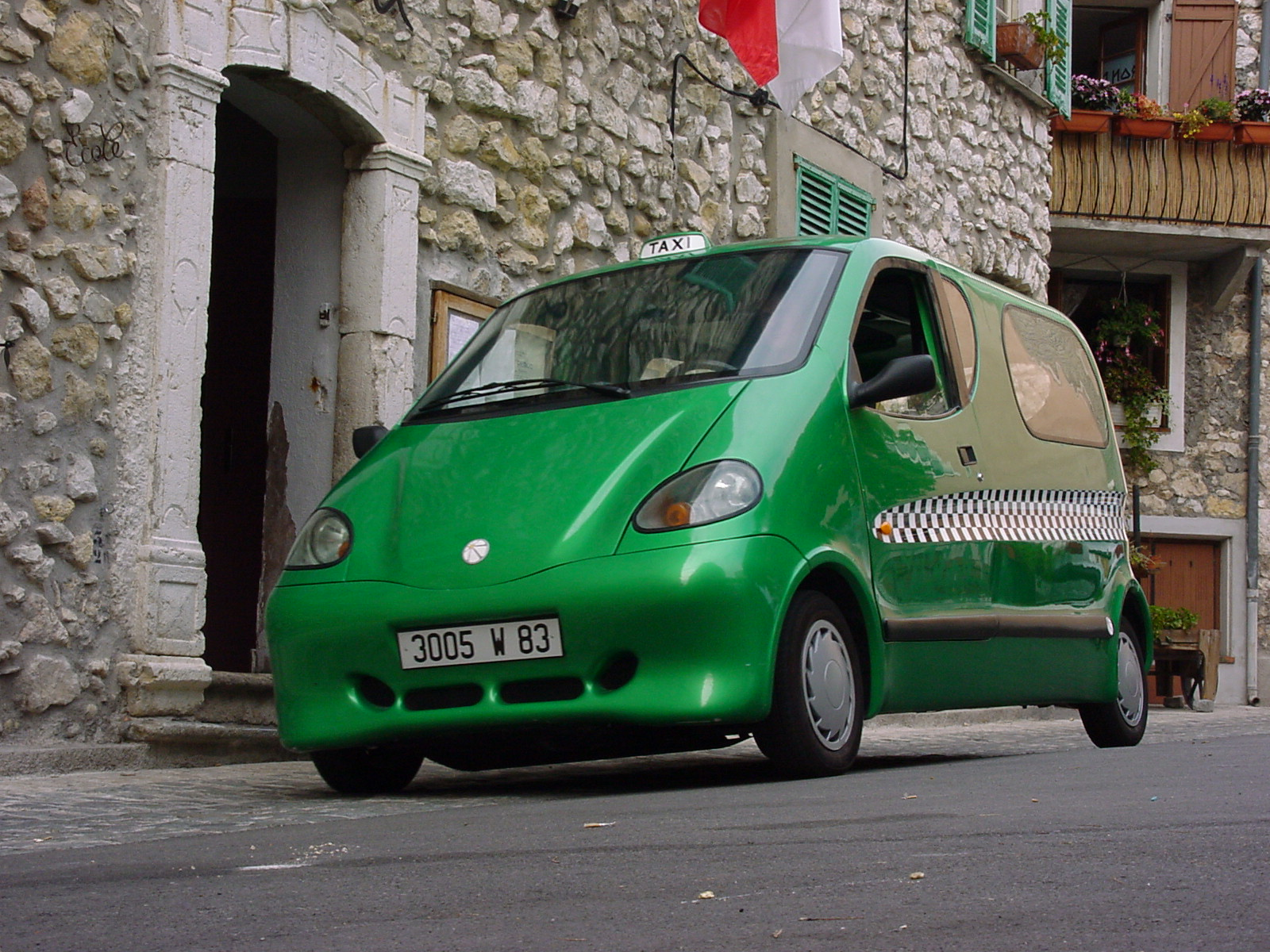
Der Tata OneCAT ist ein Prototyp eines Druckluftautos

Ein Druckluftauto (engl.: compressed air car) ist ein Kraftfahrzeug, das mit Hilfe von Druckluft und einem Gasexpansionsmotor angetrieben wird. Die komprimierte Luft wird in Druckbehältern mitgeführt und dem Motor zugeführt.
Es handelt sich daher um ein emissionsfreies Fahrzeug mit alternativer Antriebstechnik gemäß der kalifornischen Abgasvorschrift.
Druckluftautos für den öffentlichen Straßenverkehr wurden seit den 1990er Jahren immer wieder vorgestellt, eine Serienproduktion fand bis 2018 nicht statt.

## Druckluftantrieb allgemein
Stationäre Druckluftmotoren finden sich vielfältig in Maschinen und Werkzeugen.
Verschiedene Anwendungen mit Druckluftantrieb, wie Straßenbahnen in Bern und druckluftbetriebene Lokomotiven, z. B. beim Bau des Gotthardtunnels oder Grubenlokomotiven, wurden in der Vergangenheit realisiert. Viele dieser speziellen Einsatzgebiete sind heute durch elektrische Antriebssysteme abgelöst worden. Industriell genutzte Speicherdampflokomotiven haben ein ähnliches Konzept sowie ähnliche Technik.
Häufig wird Druckluft auch zum Antrieb von kleinen Maschinen im Handwerksbereich und der Industrie verwendet.

## Geschichte
Bereits 1838 wurde von Andraud und Tessié du Motay in Paris ein Druckluftauto konstruiert und 1840 vorgestellt. Im Schienenverkehr wurde diese Antriebsform erstmals 1879 bei der Straßenbahn in Nantes (Frankreich) eingesetzt. Die Systeme wurden von dem französischen Ingenieur polnischer Abstammung Louis Mékarski entwickelt.
Zum Rennen Paris-Rouen 1894 waren sechs Fahrzeuge aus Frankreich mit Druckluftantrieb gemeldet, keines erschien jedoch am Start:
| Teilnehmer/Hersteller            | Herkunft  | Plätze |
| -------------------------------- | --------- | ------ |
| Berthaud (Startnr. 78)           | Lyon      | 8      |
| A. Duchemin (Startnr. 38)        | Paris     | 4      |
| Plantard (Startnr. 84)           | Paris     | 4      |
| Victor Popp (Startnr. 9)         | Paris     | 4      |
| Roze-Andrillon (Startnr. 95)     | Marseille | 4      |
| Société Parisienne (Startnr. 52) | Paris     | 4      |

Die US-Hersteller MacKenzie & McArthur in New Haven (Connecticut) und die Autocrat Manufacturing Company in Hartford (Connecticut) beschäftigten sich mit dem Druckluftauto. Den Namen American Pneumatic sollte ein mit Druckluft angetriebenes Automobil tragen, dessen Planung im Februar 1900 von der American Vehicle Company angekündigt wurde. Ebenfalls nicht vermarktet wurden Druckluftfahrzeuge der Marken Automatic Air, Carrol, Meyers, Muir und Pneumatic. Gemäß der frühen US-amerikanischen Fachzeitschrift The Hub wurde 1899 in Delaware die United States Vehicle Company mit einem gewaltigen Aktienkapital von 25 Mio. US$ gegründet zum Zweck der „Entwicklung der Erfindungen von Stackpole und Francesco sowie zur Herstellung von Mittelklasse-Automobilen mit Druckluftantrieb“. Das Unternehmen wird 1900 mit der Adresse 1129 Broadway im Buch Horseless Vehicles, Automobiles and Motorcycles von Hiscox  erwähnt und findet sich noch 1911 im Register der Stadt New York   mit Sitz an 52 Broadway. Was mit diesem enormen Kapitaleinsatz letztlich erreicht wurde, ist unklar.

## Eigenschaften
Der Druckluftantrieb arbeitet ohne Verbrennungsvorgänge und ohne die Gefahr von Funkenbildung, wie sie an elektrischen Anlagen besteht. Er ist daher sehr gut in explosiven Umgebungen einsetzbar, wie z. B. im Bergbau unter Tage.
Dem gegenüber stehen jedoch Einschränkungen, die gegen den Einsatz als Massenverkehrsmittel sprechen. Um eine ausreichende Menge Antriebsenergie mitzuführen, sind große und damit schwere Drucklufttanks notwendig. Die Energiedichte des Antriebssystems ist bereits im Vergleich mit einfachen Bleiakkumulatoren ungünstig.
Druckluft ist einer der teuersten Energieträger. Ihre Erzeugung ist energetisch mit sehr großen Verlusten behaftet. Wenn die bei der Kompression entstehende Wärme nicht genutzt werden kann, ist sie für die Energiebilanz verloren. Ein effizienter Druckluftmotor benötigt eine mehrstufige Entspannung mit Zwischenerwärmung und ist daher aufwändig. Durch Entspannung der Druckluft kommt es zu einer Abkühlung des Motors. Es muss Wärme aus der Umgebung zugeführt werden. Ist das nicht ausreichend gewährleistet, sinkt die Leistung des Expansionsmotors. Dieser Effekt wird bei niedrigen Umgebungstemperaturen verstärkt.

## Die Entwicklungen von Nègre
Mit seiner Firma MDI aus Frankreich begann der französische Formel-1-Motorkonstrukteur Guy Nègre Anfang der 1990er Jahre, einen speziellen Druckluftmotor für den Fahrzeugantrieb zu entwickeln. Diese Bemühungen führten zum Konzeptfahrzeug Tata OneCAT.
Pressemitteilungen kündigten seit 1995 immer wieder den geplanten Produktions- und Verkaufsstart an, und seit Jahren wird jeweils für das nächste Jahr eine Serienfertigung angekündigt. In Zusammenarbeit mit dem indischen Fahrzeughersteller Tata-Motors wird weiter an der Entwicklung gearbeitet. In Europa wird ein neuartiges Konzept zur Produktion angekündigt, bei dem die Fahrzeuge direkt beim Händler produziert werden sollen.
Guy Nègre war 2002 für den Eurosolar-Preis für alternative Verkehrssysteme nominiert. Die Nominierung wurde jedoch zurückgezogen, nachdem Fragen zu Betriebserfahrungen der Prototypen nicht beantwortet werden konnten. Die angegebenen Fahrleistungen konnten bisher nicht unabhängig überprüft werden. Ein Crashtest fand in der Praxis ebenfalls noch nicht statt.
Als Vorteile werden vom Entwickler niedrige Wartungskosten und eine lange Lebensdauer angegeben. Die Funktionsweise des von Nègre entwickelten Motors unterscheidet sich nicht grundsätzlich vom bekannten Prinzip eines Gasexpansionsmotors: Druckluft expandiert in zwei Zylindern, deren Kolben den Wagen antreiben. Die Motoren der nur 500 bis 700 Kilogramm schweren Fahrzeuge sollen eine Leistung von 30 PS (22 kW) haben. Als Schmierstoff wird Speiseöl verwendet.
Für eine Tankfüllung werden 90.000 Liter Luft (etwa 110 Kilogramm) auf einen Druck von 300 bar verdichtet und in vier mit Kevlar ummantelten Druckluftflaschen mit einem Gesamtvolumen von 300 Litern gespeichert. Laut Herstellerangaben dauert der Ladevorgang an einer 230-Volt-Steckdose etwa vier bis sechs Stunden, an einer entsprechenden Kompressorstation zwei Minuten.
Laut Hersteller fallen für den Betrieb lediglich Kosten für elektrische Energie, Verschleißteile, Schmierstoffe und Steuern an, für eine Tankfüllung seien nur 20 kWh nötig (je nach Stromtarif etwa 3 bis 6 Euro). In der Vergangenheit sprach der Hersteller von 240 km Reichweite bei konstant 60 km/h, bei der Höchstgeschwindigkeit von 110 km/h sollten 100 Kilometer möglich sein. Um höhere Reichweiten zu ermöglichen, soll es Modelle mit einem Verbrennungsmotor geben, der weitere Druckluft erzeugt. 2009 wurde vom Hersteller eine Reichweite von etwa 70 Kilometern angegeben.
Diese Werte wurden von Fachleuten als deutlich zu optimistisch angesehen. Eine unabhängige Referenz für die Herstellerangaben existiert nicht.

### Weitere Modelle
Auf dem Genfer Autosalon 2009 wurden von MDI zwei Modelle, AirPod und OneFlowAir, vorgestellt.
Bei dem AirPod handelt es sich um einen 2,07 Meter langen Viersitzer mit 220 kg Leergewicht. Laut Spezifikation besteht das vordere Fahrwerk aus einer vertikalen Einachssteuerung mit Schubkarren-Rädern in Doppelausführung (auch bekannt als „Möbelrollensteuerung“), mit der Größe 10×4.00-5. Die Breite von dem AirPod liegt bei 1,60 Meter.
Der OneFlowAir ist ein 3,40 m langes und bis zu fünfsitziges Cabrio, das von der Form her dem Citroën Méhari ähnelt. Der OneFlowAir soll neben dem Druckluftantrieb einen Verbrennungsmotor zur Reichweitenverlängerung enthalten.
2013 gab es Entwicklungen, Druckluft für Hybridantriebe in Kraftfahrzeugen zu nutzen.

### Emissionen
Der Betrieb von Druckluftautos ist grundsätzlich emissionsfrei, solange die Verdichtung der Druckluft emissionsfrei erfolgt, beispielsweise durch Wind- oder Wasserkraft.

### Vorteile
Druckluft kann eine hohe Energieeffizienz aufweisen, wenn mechanische erneuerbare Energien wie Windkraftanlagen oder Wasserkraft verwendet werden. Die Umwandlung von thermischer Energie in mechanische Energie ist möglich, aber weniger effizient.
Die Energiedichte von isothermischen Druckluftspeichern (ICAES) ist gut, ob nach Gewicht oder Volumen gemessen: Sie kann bis zu 2,7 MJ/kg oder 3,6 MJ/m³ betragen, was dem Vierfachen einer Lithium-Ionen-Batterie entspricht.
Dies könnte durch Behälter mit höherem Druck, bessere Motoren und bessere Wärmetauscher verbessert werden.
Die Drucklufttechnologie könnte nachhaltiger als Elektroautos sein, beispielsweise werden viel weniger Metalle oder giftige Batteriechemikalien verwendet. Zur Effizienz trägt auch das geringe Gewicht von Druckbehältern aus Verbundwerkstoffen im Vergleich zu Stahltanks oder Batterien bei.
Das Gewicht könnte weiter reduziert werden, wenn die Tanks das Fahrzeugchassis tragen. Pneumatische Motoren haben ein geringeres Gewicht als Elektromotoren.
Kolbenlose Motoren, die Druckluft verwenden, sind sehr leise.
Im Gegensatz zu Systemen, die Verbrennungskraftstoffe oder Hochleistungsbatterien verwenden, besteht nach Unfällen keine Brandgefahr.
Die Selbstentladungsrate ist im Vergleich zu Batterien sehr gering. Ein mit Kraftstoff betriebenes Druckluftfahrzeug kann länger ungenutzt bleiben als ein Elektroauto.
Druckluftautos könnten schneller „befüllt“ werden als Elektroautos.
Es gibt einzelne Situationen bzw. Umgebungen, in denen Druckluftautos vorteilhaft sind:
- explosionsgefährdete Umgebungen
- in der Nähe starker magnetischer oder elektrischer Felder
- Funkruhezonen

### Nachteile
Große Behältnisse werden zum Speichern der Pressluft gebraucht, um akzeptable Reichweiten zu erhalten.
Druckluft hat eine geringere Energiedichte als flüssiger Treibstoff oder Wasserstoff. Die Druckluftantriebe haben eine geringere Energieeffizienz und Reichweite als Gasturbinen, Verbrennungsmotoren oder Batteriefahrzeuge.
Während Batterien ihre Spannung während der gesamten Entladung einigermaßen konstant halten und Treibstofftanks vom ersten bis zum letzten Liter die gleiche Leistungsdichte liefern, sinkt der Druck von Drucklufttanks, wenn Luft entnommen wird. Mechanische Verfahren (z. B. stufenlose Getriebe oder Hilfsmotoren), um diesen Effekt zu reduzieren, erhöhen die Kosten.
Aktuell existiert keine flächendeckende Infrastruktur wie Presslufttankstellen.